# Гамбург-Боргфельде
Боргфельде (нім. Borgfelde) — частина району Гамбург-Центр німецького міста Гамбург. Одна з найменших частин Гамбурга з площею 0,9 квадратних кілометри.

## Історія
Місцевість району перейшла у власність міщан у 1256 році від Шауенбургів і протягом століть використовувалася переважно як пасовище для худоби. Звідси походить і одна з версій про назву місця. За іншою версією, назва походить від нижньонімецького «barg» або «borg», що означає «свиня», та давньонімецького слова «parch» або «paruch», тобто «свиняче поле».
У 1633 році у місцині відкрили джерело, яке протягом століть вважалося цілющим. У 17 столітті територію було включено до зони міських укріплень, через що місцевість була спустошена. У 1805 році до Боргфельде перенесли міську шибеницю та шкуродерню. У 1831 році чисельність населення становила 360 осіб, у 1855 році в поселенні налічувалося 157 будинків. Інтенсивна забудова місцевости розпочалася після оголошення її передмістям Гамбурга у 1871 році. Тоді ж знизилося сільськогосподарське використання території, натомість зросло житлове та комерційне. З 1867 по 1871 роки чисельність населення зросла з 2 011 до 2 859 осіб. У наступні роки ріст будівництва продовжився — було збудовано пивоварню, притулок для нужденних з кімнатами для проживання та їдальнею, лікарню.
У 1894 році Боргфельде стало районом Гамбурга. У 1939 році в районі налічувалося близько 25 тисяч жителів. Під час Другої світової війни було знищено 95 % будівель району.